# Bas-Armagnac
Bas-Armagnac is een van de drie  terroirs, verbouwingsgebieden, waar in de Armagnacstreek (die samenvalt met de Côtes de Gascogne), de druiven voor het distilleren van Armagnac mogen worden verbouwd. Gangbare druivensoorten zijn Baco en Ugni Blanc. Armagnac wordt verkregen door enkele destillatie, dit in tegenstelling tot Cognac, die tweemaal is gedestilleerd. De enkele destillatie zou het karakter voortkomend uit de druiven ten goede komen, minder 'afvlakken' dan dubbele destillatie.
Het ligt in het westen, naast de Armagnac-Ténarèze een heuvelachtig gebied. De wijnstokken groeien er op zure arme kleiachtige leemgrond met veel kiezelstenen. Hier en daar verkleurt ijzer de grond, men spreekt dan over ’’sables fauves’’ ofwel wild zand. Dit gebied produceert een lichte, fruitige en delicate Armagnac met een zeer goede reputatie. Men vindt er Eauze, Cazaubon, Aire-sur-l'Adour en Nogaro.